# Fort Mifflin
Fort Mifflin, origineel het Fort Island Battery genoemd en ook bekend als Mud Island Fort, was een militair fort op Mud Island in de Delaware ten zuiden van Philadelphia (Pennsylvania), nabij het Philadelphia International Airport. Het fort deed tussen 1776 en 1962 dienst.

## Geschiedenis
Bij de bouw van de stad Philadelphia liet William Penn uit religieuze overtuigingen onverdedigd. Tijdens de Oorlog van koning George wist Benjamin Franklin een militie in het leven te brengen, maar deze werd na de oorlog weer ontbonden. In 1770 vroeg de gouverneur van de stad, John Penn, aan generaal Thomas Gage om ingenieurs te sturen voor het ontwerpen van een fort op Mud Island. John Montresor werd met de taak belast en maakte verschillende ontwerpen, waarvan het ontwerp voor op Mud Island werd goedgekeurd door Penn. Pas aan de vooravond van de Amerikaanse Onafhankelijkheidsoorlog, in 1776, werd het fort pas voltooid.
Nadat George Washington de slag bij Brandywine verloor verkregen de Britten Philadelphia in 1777 en begonnen ze met het belegeren van Fort Mifflin en Fort Mercer. Het beleg stond onder leiding van Montresor. De Amerikanen in het fort verlieten na anderhalve maand van beleg het fort pas na een hevig bombardement. Slechts de oude stenen muren van het originele fort zijn heden ten dage nog te zien. In 1795 begon men pas onder leiding van Pierre L'Enfant pas het fort weer te herbouwen.
Na de constructie van Fort Delaware werd de functie van Fort Mifflin minder van belang. Toch bleef er een garnizoen in het fort. Tijdens de Amerikaanse Burgeroorlog deed het fort dienst als gevangenis en tijdens de Tweede Wereldoorlog werd er luchtafweergeschut geplaatst op het fort om het nabijgelegen wapendepot en scheepswerven te beschermen. In 1954 verviel de status van militair fort en acht jaar later werd het fort overgedragen aan de stad Philadelphia.

## Galerij

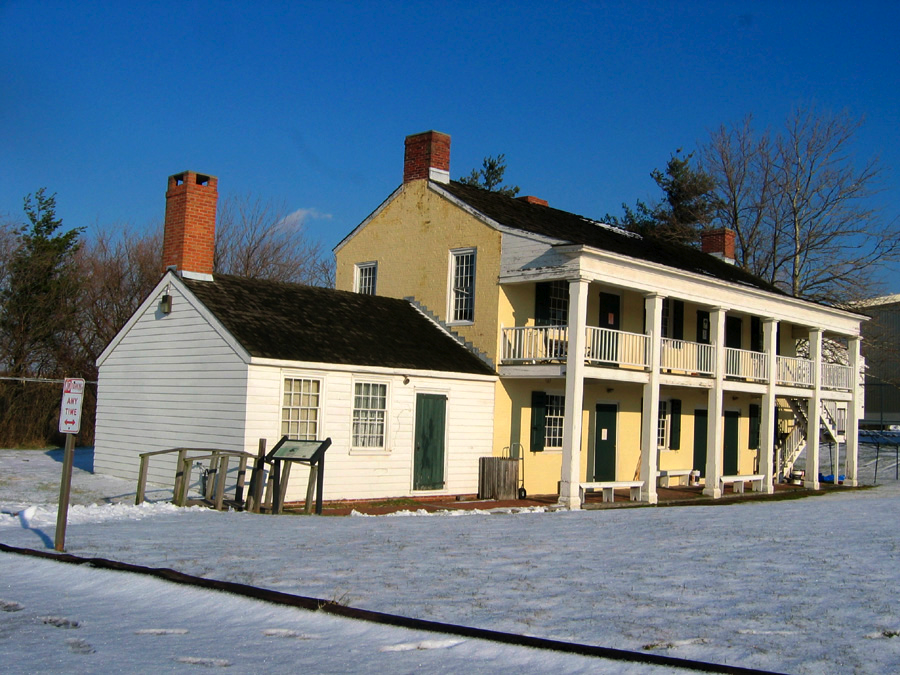
Militair hospitaal
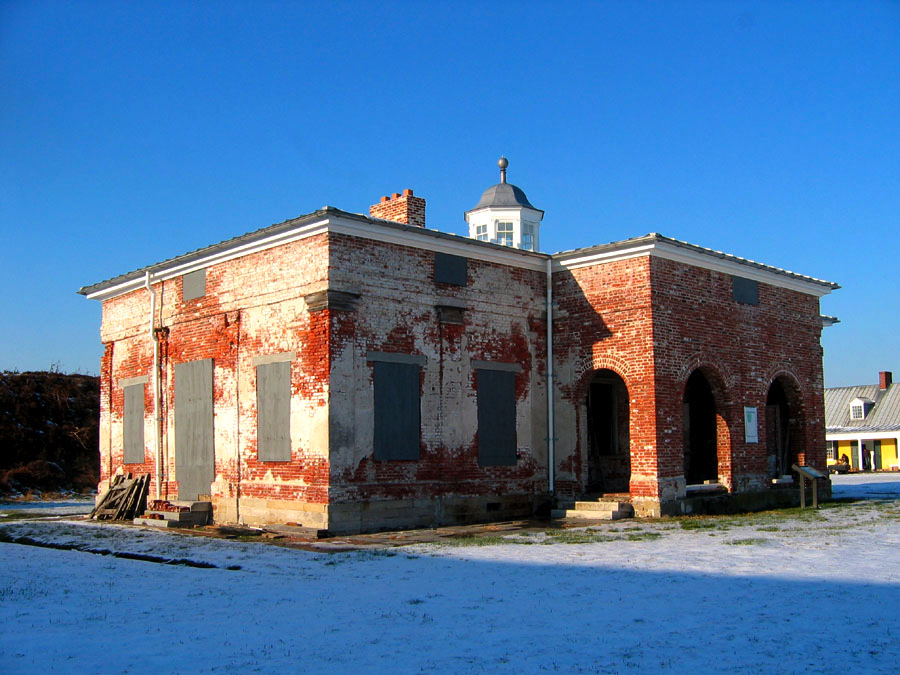
Huis van de commandant
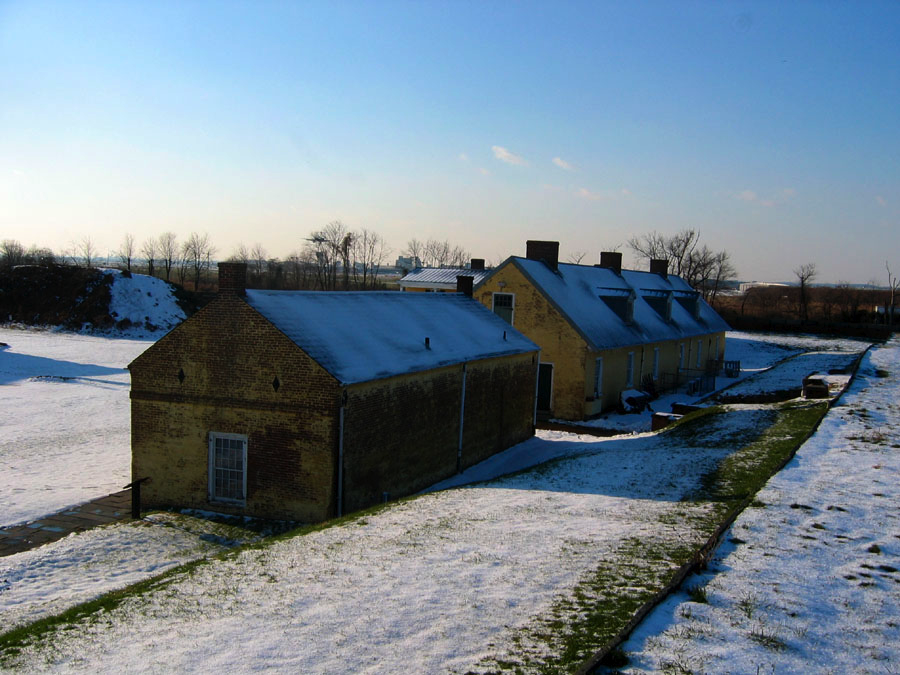
Soldatenbarakken van Fort Mifflin
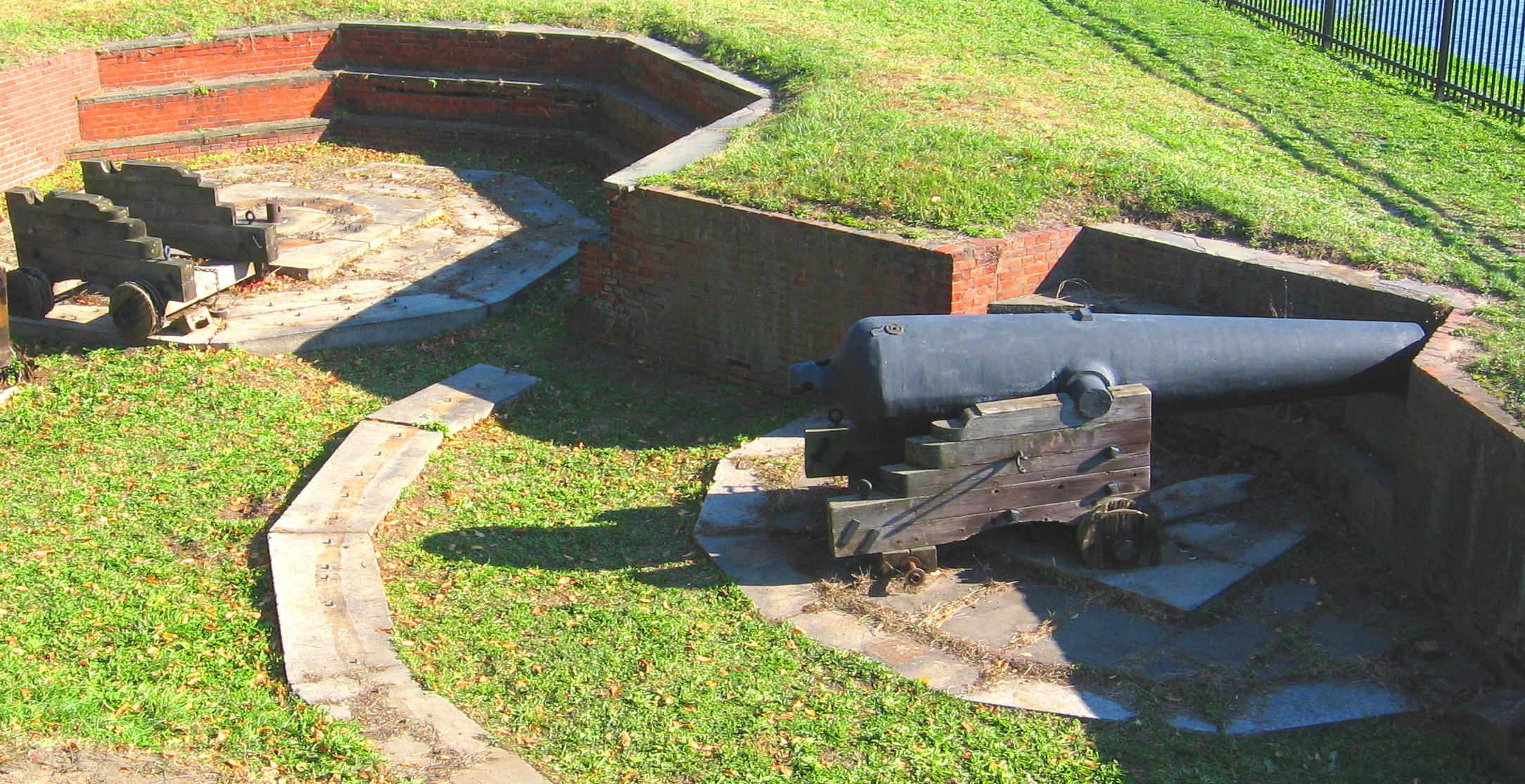
Een batterij kanonnen in het fort